# Drengepige
Drengepige (engelsk: tomboy) er en betegnelse for en pige eller kvinde som udviser et adfærdsmønster der anses som typisk drenget. En drengepige finder sig i højere grad tilpas i den stereotype drengerolle end den typiske pigerolle. De vælger derfor ofte en vennekreds der i højere grad består af drenge end piger. Ligeledes vælger drengepiger ofte en mere maskulin udstråling, eksempelvis ved at iklæde sig tøj der normalt henvender sig til drenge.

## Mode i 1920'erne
I 1920'erne opstod et nyt skønhedsideal blandt kvinder, som kom til udtryk gennem tøjstil og hårmode. Man dyrkede et slankt ideal ved hjælp af korte og taljeløse kjoler med enkle udskæringer samt undertøj, der kunne trykke barmen flad. I Frankrig blev stilen kendt under navnet "la garconne" (drengen), mens kvinder, der fulgte den nye stil i USA fik betegnelsen "flapper". Samtidig blev forskellige variationer af korthårsfrisurer moderne, der i USA gik under navnet "bob cut" eller "bobbed hair".